# Club Deportivo Cuenca
Il Club Deportivo Cuenca è una delle maggiori società calcistiche dell'Ecuador. Ha sede nella città di Cuenca e milita nella massima serie del campionato di calcio ecuadoriano.
La società venne fondata nel 1971 per opera di Alejandro Serrano Aguilar, al tempo sindaco della città, e di Polibio Vázquez e Alfredo Roca. Le istituzioni cittadine sostennero fortemente la fondazione, che inizialmente avvenne con il nome di "Franela Roja" (Bandana rossa).
Nel 2004 ha vinto il suo unico titolo nazionale; ha inoltre raggiunto altre cinque volte la finale, senza successo (1975, 1976, 2005, 2007, 2009).

## Palmarès

### Competizioni nazionali
- Campionati ecuadoriani: 1

2004
Finalista: 1975, 1976
- Campionati ecuadoriani - Serie B: 3

1973, 1980, 1995

### Altri piazzamenti
- Campionato ecuadoriano:

Secondo posto: Clausura 2005, 2007, 2009
Terzo posto: 2008
- Serie B:

Secondo posto: 2001
- Coppa Libertadores

partecipazione: 1976, 1977, 2005, 2006, 2008, 2009, 2010
- Coppa CONMEBOL

partecipazione: 1999 (1º turno)